# Kabinet-Colijn IV
Na de verkiezingen wordt, vooral op aandringen van de katholieken, het rechtse kabinet-Colijn IV gevormd, waardoor liberalen en vrijzinnig-democraten uit de regering verdwijnen. Het vierde kabinet-Colijn treedt aan op 24 juni 1937 en heeft, anders dan de vier voorgaande kabinetten, weer een parlementair karakter. Het wordt gesteund door RKSP, ARP en CHU. De financieel-economische problemen beheersen het kabinetsbeleid. Daarnaast vragen de toevloed van (joodse) vluchtelingen, de toenemende onrust in de samenleving door het optreden van de NSB en de internationale spanningen veel aandacht. Er is sprake van een steeds grotere oorlogsdreiging.
Vanwege het ontbreken van eenstemmigheid over de financiële politiek, met name ten aanzien van de financiering van de bestrijding van de jeugdwerkloosheid, biedt het kabinet op 29 juni 1939 zijn ontslag aan, nadat in mei de minister van Financiën al is afgetreden. De katholieke ministers staan hierbij tegenover de ministers van de andere partijen. Het vijfde kabinet-Colijn volgt op 25 juli 1939 het vierde kabinet-Colijn op.
Enkele belangrijke wapenfeiten van dit kabinet:
- Minister Romme van Sociale Zaken tracht via openbare werken werklozen aan werk te helpen. Daarnaast voert hij een spaarregeling voor werklozen in ('het kwartje van Romme'). Bij ieder kwartje dat een werkloze per week spaart, legt de overheid er een kwartje bij.
- De eerste tekenen van de Tweede Wereldoorlog dienen zich aan. In maart 1938 is er een nationaalsocialistische machtsovername in Oostenrijk en vindt de 'Anschluss' (aansluiting) van dat land bij Duitsland plaats. In datzelfde jaar vindt in september de conferentie van München plaats, waarna Duitsland delen van Tsjecho-Slowakije annexeert. In april 1939 valt Italië Albanië binnen. Nederland handhaaft een strikte neutraliteit.
- Door de minister van Defensie, Van Dijk, worden enkele maatregelen genomen om de defensie te versterken. De dienstplicht wordt verlengd.
- Minister Welter van Koloniën wijst in november 1938 een verzoek om grotere autonomie van Nederlands-Indië af. Dat verzoek is in 1936 gedaan door de Volksraad (een uit inlanders en Indische Nederlanders bestaand adviesorgaan), die de regering verzoekt een conferentie bijeen te roepen om over geleidelijke zelfstandigheid te praten.
- De positie van minister Goseling van Justitie komt begin 1939 ter discussie te staan vanwege de affaire-Oss. De minister wordt ervan beschuldigd een onderzoek van de marechaussee in Oss naar een zedenmisdrijf waarbij katholieke geestelijken zijn betrokken te hebben tegengewerkt. Een Kamercommissie velt een hard oordeel over het besluit van de minister, hoewel de goede trouw van de minister niet ter discussie staat. Dat oordeel wordt gedeeld door de meerderheid van de Tweede Kamer. Op het moment dat dit oordeel wordt uitgesproken, is het kabinet echter al gevallen.

## Formatie en mutaties
Na de verkiezingswinst van de ARP staat terugkeer van een kabinet onder leiding van Colijn niet ter discussie. Met name RKSP-fractievoorzitter Goseling stuurt echter aan op herstel van de rechtse coalitie. Ook de fractievoorzitter van de CHU, De Geer, heeft daarvoor een voorkeur. Formateur Colijn vormt daarop een parlementair meerderheidskabinet van de drie rechtse partijen.
Goseling vervangt Van Schaik als minister van Justitie en vice-minister-president. Colijn zelf wordt minister van het nieuw gevormde ministerie van Algemene Zaken. De jonge Tilburgse hoogleraar Romme wordt minister van Sociale Zaken.
In mei 1939 treedt minister De Wilde van Financiën af, omdat hij vindt dat tegenover extra uitgaven voor bestrijding van de werkloosheid extra bezuinigingen moeten staan. De minister had eerder al op het punt gestaan op te stappen, maar had daarvan afgezien vanwege de internationale spanningen.
De reden van het vertrek van De Wilde is uiteindelijk de indiening van voorstellen van minister Romme ter bestrijding van de jeugdwerkloosheid. De door Romme voorgestelde plannen kosten f 10 miljoen en behelzen onder meer invoering van een soort arbeidsplicht voor jongeren.
De wetsvoorstellen worden door een vormfout direct na het advies van de Raad van State ingediend, zonder dat De Wilde nog bezwaren kan maken. Dat was voor hem reden af te treden.
Colijn nam na het vertrek van De Wilde Financiën erbij.

## Mythe rond affaire-Oss
In de film De Bende van Oss (2011) wordt gesteld dat het kabinet-Colijn IV zou zijn gevallen door de affaire-Oss. Ook de historicus Leo Hoeks en de cultuurwetenschapper Gerard Rooijakkers suggereren dat in hun boek De Bende van Oss: Sabel tegen Mes. De kwestie leidde indertijd indirect wel tot een onderzoek naar de minister van Justitie, maar een oordeel over die zaak werd pas geveld toen het kabinet al was gevallen over de financiering van een regeling ter bestrijding van jeugdwerkloosheid.

## Ambtsbekleders
| Ambtsbekleders                               | Ambtsbekleders                          | Ambtsbekleders                                          | Ministers / Ministerie | Ministers / Ministerie                   | Termijn                                    | Partij       |
| -------------------------------------------- | --------------------------------------- | ------------------------------------------------------- | ---------------------- | ---------------------------------------- | ------------------------------------------ | ------------ |
|                                              | H. (Hendrik) Colijn                     | dr. H. (Hendrik) Colijn (1869–1944)                     | Voorzitter             | Voorzitter                               | 26 mei 1933 – 10 augustus 1939             | ARP          |
| Minister                                     | H. (Hendrik) Colijn                     | dr. H. (Hendrik) Colijn (1869–1944)                     | Algemene Zaken         | 8 juli 1937 – 10 augustus 1939           |                                            | ARP          |
|                                              | H. (Hendrik) van Boeijen                | H. (Hendrik) van Boeijen (1889–1947)                    | Minister               | Binnenlandse Zaken                       | 24 juni 1937 – 31 mei 1944                 | CHU          |
|                                              | H. (Hendrik) Colijn                     | dr. H. (Hendrik) Colijn (1869–1944)                     | Minister               | Buitenlandse Zaken                       | 24 juni 1937 – 1 oktober 1937 (waarnemend) | ARP          |
|                                              | J.A.N. (Jacob) Patijn                   | mr. J.A.N. (Jacob) Patijn (1873–1961)                   | Minister               | Buitenlandse Zaken                       | 1 oktober 1937 – 10 augustus 1939          | O (Liberaal) |
|                                              | J.A. (Jacob Adriaan) de Wilde           | mr. J.A. (Jacob Adriaan) de Wilde (1879–1956)           | Minister               | Financiën                                | 24 juni 1937 – 19 mei 1939 (afgetreden)    | ARP          |
|                                              | H. (Hendrik) Colijn                     | dr. H. (Hendrik) Colijn (1869–1944)                     | Minister               | Financiën                                | 19 mei 1939 – 25 juli 1939 (waarnemend)    | ARP          |
|                                              | C.M.J.F. (Carel) Goseling               | mr. C.M.J.F. (Carel) Goseling (1891–1941)               | Minister               | Justitie                                 | 24 juni 1937 – 25 juli 1939                | RKSP         |
|                                              | M.P.L. (Max) Steenberghe                | mr. M.P.L. (Max) Steenberghe (1899–1972)                | Minister               | Handel, Nijverheid en Scheepvaart        | 24 juni 1937 – 15 juli 1937                | RKSP         |
| Economische Zaken                            | M.P.L. (Max) Steenberghe                | mr. M.P.L. (Max) Steenberghe (1899–1972)                | Minister               | 15 juli 1937 – 25 juli 1939              |                                            | RKSP         |
| Minister                                     | M.P.L. (Max) Steenberghe                | mr. M.P.L. (Max) Steenberghe (1899–1972)                | Landbouw en Visserij   | 24 juni 1937 – 15 juli 1937 (waarnemend) |                                            | RKSP         |
|                                              | J.J.C. (Jannes) van Dijk                | dr. J.J.C. (Jannes) van Dijk (1871–1954)                | Minister               | Defensie                                 | 24 juni 1937 – 10 augustus 1939            | ARP          |
|                                              | C.P.M. (Carl) Romme                     | mr. C.P.M. (Carl) Romme (1896–1980)                     | Minister               | Sociale Zaken                            | 24 juni 1937 – 25 juli 1939                | RKSP         |
|                                              | J.R. (Jan Rudolph) Slotemaker de Bruine | dr. J.R. (Jan Rudolph) Slotemaker de Bruine (1869–1941) | Minister               | Onderwijs, Kunsten en Wetenschappen      | 18 mei 1935 – 25 juli 1939                 | CHU          |
|                                              | J.A.M. van Buuren                       | mr.dr. J.A.M. van Buuren (1884–1970)                    | Minister               | Waterstaat                               | 24 juni 1937 – 25 juli 1939                | O (Liberaal) |
|                                              | Ch.J.I.M. (Charles) Welter              | Ch.J.I.M. (Charles) Welter (1880–1972)                  | Minister               | Koloniën                                 | 24 juni 1937 – 25 juli 1939                | RKSP         |
| Bron: Kabinet-Colijn IV Parlement & Politiek |                                         |                                                         |                        |                                          |                                            |              |

Schimmelpenninck ·
De Kempenaer-Donker Curtius ·
Thorbecke I ·
Van Hall-Donker Curtius ·
Van der Brugghen ·
Rochussen ·
Van Hall-Van Heemstra ·
Van Zuylen van Nijevelt-Van Heemstra ·
Thorbecke II ·
Fransen van de Putte ·
Van Zuylen van Nijevelt ·
Van Bosse-Fock ·
Thorbecke III ·
De Vries-Fransen van de Putte ·
Heemskerk-Van Lynden van Sandenburg ·
Kappeyne van de Coppello ·
Van Lynden van Sandenburg ·
Heemskerk Azn. ·
Mackay ·
Van Tienhoven ·
Röell ·
Pierson ·
Kuyper ·
De Meester ·
Heemskerk ·
Cort van der Linden ·
Ruijs de Beerenbrouck I ·
Ruijs de Beerenbrouck II ·
Colijn I ·
De Geer I ·
Ruijs de Beerenbrouck III ·
Colijn II ·
Colijn III ·
Colijn IV ·
Colijn V ·
De Geer II ·
Gerbrandy I ·
Gerbrandy II ·
Gerbrandy III ·
Schermerhorn-Drees ·
Beel I ·
Drees-Van Schaik ·
Drees I ·
Drees II ·
Drees III ·
Beel II* ·
De Quay ·
Marijnen ·
Cals ·
Zijlstra* ·
De Jong ·
Biesheuvel I ·
Biesheuvel II* ·
Den Uyl ·
Van Agt I ·
Van Agt II ·
Van Agt III* ·
Lubbers I ·
Lubbers II ·
Lubbers III ·
Kok I ·
Kok II ·
Balkenende I ·
Balkenende II ·
Balkenende III* · 
Balkenende IV ·
Rutte I ·
Rutte II · 
Rutte III ·
Rutte IV ·  
Schoof

* rompkabinet